# Elend (Wasserburg am Inn)
Der Weiler Elend ist ein Gemeindeteil der Stadt Wasserburg am Inn im oberbayerischen Landkreis Rosenheim.

## Geografie
Elend befindet sich etwa sechseinhalb Kilometer südwestlich von Wasserburg an der Mündung der Attel in den Inn auf einer Höhe von 448 m ü. NHN.

## Geschichte
Durch die  Verwaltungsreformen zu Beginn des 19. Jahrhunderts im Königreich Bayern  wurde der Ort ein Bestandteil der Landgemeinde Attel, zu der auch die Gemeindeteile Attlerau, Au, Edgarten, Gabersee, Gern, Heberthal, Kobl, Kornberg, Kroit, Limburg, Osterwies, Reisach, Reitmehring, Rottmoos, Seewies, Staudham und Viehhausen gehörten. Im Zuge der kommunalen Gebietsreform in Bayern in den 1970er-Jahren wurde Elend im Jahr 1978 zusammen mit dem größten Teil der Gemeinde Attel in die Stadt Wasserburg eingegliedert. Ende der 1980er Jahre zählte Elend 12 Einwohner.
Der Ort Elend wurde wohl vor ca. 1000 Jahren gegründet. Um den Namen des Ortes rankt sich eine alte Sage: Demnach schwamm während der Pestzeit ein Kreuz den Inn flussaufwärts und schrie „Elend oh Elend“. Daraufhin wurde der Ort angeblich von der Pest verschont. Ein Kreuz aus dieser Zeit ist jedenfalls vorhanden. Elend entwickelte sich durch dieses Kreuz zu einem viel besuchten Wallfahrtsort. Deshalb wurde das Kreuz in einer wohl größeren Kirche aufgestellt. Als die Fundamente dieser Kirche von einem verheerenden Hochwasser des Inns vor ca. 200 Jahren unterspült wurden, musste sie abgerissen werden. Heute steht an dieser Stelle eine kleine Kapelle. Das Kreuz ist seitdem in der Pfarrkirche des ehemaligen Klosters Attel zu besichtigen. Die Wallfahrt spielt für Elend und Attel keine große Rolle mehr.

## Verkehr
Die Anbindung an das öffentliche Straßennetz wird durch mehrere Gemeindestraßen hergestellt, die Elend unter anderem mit der am Ort vorbeiführenden Bundesstraße 15 verbinden.